# Tomasz Wylenzek
Tomasz Wylenzek (Świerklaniec, 9 gennaio 1983) è un canoista tedesco.
Ha vinto la medaglia d'oro nel C2 1000 m ai Giochi olimpici di Atene 2004 in coppia con Christian Gille.

## Palmarès
- Olimpiadi

Atene 2004: oro nel C2 1000m.
Pechino 2008: argento nel C2 1000m e bronzo nel C2 500m.
- Mondiali

2005 - Zagabria: oro nel C2 500m e C2 1000m, argento nel C2 200m.
2006 - Seghedino: argento nel C2 200m.
2007 - Duisburg: oro nel C2 1000m, argento nel C2 200m e bronzo nel C2 500m.
2009 - Dartmouth: oro nel C2 1000m.
2010 - Poznań: bronzo nel C4 1000m.
2011 - Seghedino: oro nel C2 1000m.
- Campionati europei di canoa/kayak sprint

Seghedino 2002: bronzo nel C2 500m.
Poznań 2005: oro nel C2 200m, C2 500m e C2 1000m.
Račice 2006: argento nel C2 1000m.
Pontevedra 2007: oro nel C2 1000m e bronzo nel C2 200m.
Brandeburgo 2009: argento nel C2 1000m.
Trasona 2010: bronzo nel C1 500m e nel C4 1000m.